# Viola pygmaea
Viola pygmaea är en violväxtart som beskrevs av Antoine Laurent de Jussieu och Jean Louis Marie Poiret. Viola pygmaea ingår i släktet violer, och familjen violväxter. Inga underarter finns listade i Catalogue of Life.